# Nacogdoches County
Nacogdoches County je okres ve státě Texas v USA. K roku 2010 zde žilo 64 524 obyvatel. Správním městem okresu je Nacogdoches. Celková rozloha okresu činí 2 541 km².